# 마산가고파국화축제
마산가고파국화축제는 경상남도 창원시에서 개최하는 지역 축전이다.

## 역사
옛 마산시에서는 1961년 회원동 일대에서 전국 최초로 국화 상업재배에 성공한 이래로, 1972년 국내 최초로 일본으로 수출을 하는 성과를 거뒀다. 현재에도 옛 마산시 지역은 전국 국화 재배 면적의 13%를 차지하고 있다.
이를 기념하기 위해 2000년부터 국화축제를 개최하게 되었다.

## 참고
1. ↑  “축제배경”. 2014년 10월 22일에 원본 문서에서 보존된 문서. 2016년 12월 12일에 확인함.